# Houngan

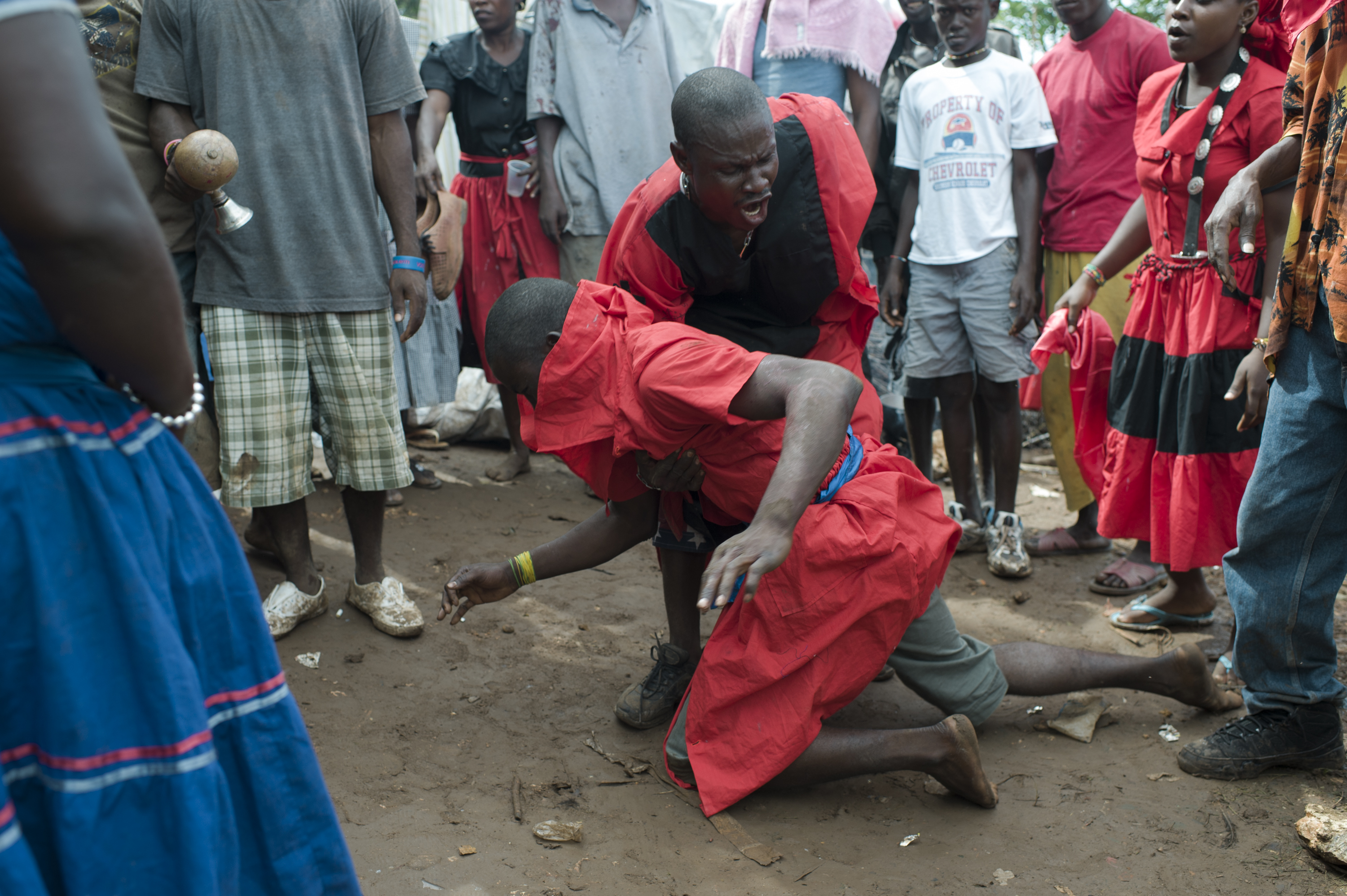
Houngan

Houngan to wielki kapłan w religii voodoo na Haiti (jego żeńskim odpowiednikiem jest mambo). Hounganie są kapłanami najwyższej rangi, prowadzą rytuały wywoływania duchów (loa) lub duchów własnych zmarłych przodków. Ich obowiązkiem jest podtrzymywanie stałej więzi między zmarłymi i żyjącymi wyznawcami voodoo. Czuwają nad zachowaniem tradycji i czystości kultu.